# Hydrobiosis clavigera
Hydrobiosis clavigera là một loài Trichoptera trong họ Hydrobiosidae. Chúng phân bố ở miền Australasia.